# عمر مونيوث
عمر مونيوث (بالإنجليزية: Omer Muñoz)‏ هو لاعب كرة قاعدة أمريكي، ولد في 6 مارس 1966.